# Saxon (gemeente)
Saxon is een gemeente en plaats in het Zwitserse kanton Wallis, en maakt deel uit van het district Martigny.
Saxon telt 4.993 inwoners.